# Processamento tubular no néfron
O processamento tubular no néfron é uma das funções mais importantes desenvolvidas pelos rins. De maneira geral, refere-se aos mecanismos responsáveis pela reabsorção e secreção tubular.

## Túbulo Proximal
O Túbulo Proximal (TP) é o responsável pela maior parte da recuperação de solutos e água do néfron. É constituído por um epitélio "leaky", ou seja, tem alta capacidade de transporte (em especial de água), mas não consegue sustentar grande diferença de concentração para a mesma substância; considera-se a absorção como isosmótica. A membrana apical de TP possui extensa borda em escova, e uma característica ultraestrutural proeminente é a grande presença de mitocôndrias. O TCP pode ser dividido em três porções: S1 (os 20 a 25% mais próximos do glomérulo), S2 e S3, com progressiva diminuição da complexidade celular. Outra possível divisão de TP é a em Túbulo Contorcido Proximal e Túbulo Reto Proximal, sendo que a divisão seria na metade de S2. Contudo, é comum a utilização de Túbulo Contorcido Proximal no lugar de Túbulo Proximal, não havendo consenso na nomenclatura.
- Água: reabsorção de 60% da água filtrada - aquaporina 1 e via paracelular
- Sódio: reabsorção de 60% do Na+ filtrado - gradiente gerado pela Na+ / K+ ATPase basolateral.
- Bicarbonato: reabsorção de 90% do bicarbonato filtrado. Trocador Na+ / H+ apical leva a formação de H2CO3, que é metabolizado pela anidrase carbônica da borda em escova com a formação de H2O e CO2, que entra na célula por difusão. No citoplasma é reconvertido pela anidrase carbônica citoplasmática, e dissocia-se em bicarbonato, que sai pelo co-transportador Na+ / HCO3- basolateral. O processo é saturável, de modo que concentrações de bicarbonato plasmáticas > 24-26 levam a excreção urinária de bicarbonato.
- Cloreto: inicialmente concentração aumenta, compensando a reabsorção de bicarbonato. Nos segmentos finais do túbulo proximal, começa a ser reabsorvido através de troca apical com formiato (que se junta com um próton, volta pra célula por difusão e é reciclado). A saída basocelular ocorre por cotransporte K+ / Cl -.
- Glicose: praticamente toda reabsorvida no túbulo proximal através de SGLTs (cotransportador Na+-glicose apical). O processo é saturável, levando a glicosúria quando a glicemia for > 180 a 200 mg/dL.
- Cálcio: reabsorção de 60-70% do cálcio filtrado. Difusão passiva paracelular. O túbulo proximal produz 1 alfa-hidroxilase, que converte calcidiol na forma ativa da vitamina D calcitriol; o PTH estimula a produção de 1-alfa-hidroxilase.
- Fósforo: reabsorção de 85% do fósforo filtrado, através de cotransportador Na+ / Fosfato. O hormônio ósseo FGF23 se liga ao receptor FGFR1 e ao correceptor Klotho nas células tubulares proximais, suprimindo o cotransporte de sódio-fosfato e promovendo a excreção renal de fosfato. O PTH também suprime o cotransporte sódio-fosfato proximal.
- Reabsorção de aminoácidos: diferentes classes de sistemas de transportadores, específicos para diferentes grupos de aminoácidos.
- Endocitose absortiva de hormônios peptídicos (e.g. insulina, GH), beta-2 microglublina e albumina, que são processadas nos lisossomos.
- Secreção ácida:
  - Trocador Na+ / H+ apical leva a secreção luminal de prótons.
  - Titulação do tampão urinário NH3: a glutamina é metabolizada no túbulo proximal com formação de NH3 (processo modulável inversamente pela concentração intracelular de K+). O NH3 se difunde para o lúmen e aprisiona íons H+ na forma de NH4+. No hipoaldosteronismo, a hiperKalemia leva a aumento de potássio intracelular, que modula negativamente a amoniagênese e promove acidose tubular do tipo IV.
  - Titulação do tampão urinário Fosfato: O íon HPO42- filtrado aprisiona o H+ secretado na forma de H2PO4-. A maior parte do íon fosfato filtrado é reabsorvida pelo túbulo proximal, por meio de um processo de cotransporte acoplado ao sódio regulado pelo PTH.
  - Secreção de ácidos orgânicos: urato, succinato, cetoácidos, vários fármacos (penicilinas, cefalosporinas, salicilatos, oseltamivir). O processo pode ser inibido por probenecida.
- Secreção de cátions orgânicos: dopamina, acetilcolina, epinefrina, norepinefrina, histamina, creatinina, cimetidina, trimetoprima. OBS: a competição de determinados fármacos (e.g. cimetidina) pode levar a diminuição da secreção de creatinina, levando a aumento espúrio no plasma.
- Secreção de fármacos mediado pelo transportador glicoproteína-P ATP-dependente: ciclosporina, digoxina, tacrolimos, vários quimioterápicos.[1]

### S1

#### Principais transportadores de solutos apicais
- NHE3 - Na+ / H+ exchanger 3, um trocador Na+ (para dentro da célula) / H+ (para fora da célula). Esse H+ transportado para a luz se liga a HCO3−, formando H2CO3 (reação catalizada pela anidrase carbônica IV, presente na membrana apical), um ácido volátil que rapidamente se torna H2O e CO2. Esse CO2 atravessa a membrana apical via difusão passiva. Dali, pode passar diretamente para o interstício por difusão simples na membrana basolateral ou se ligar à H2O, formando outro H2CO3, que pela anidrase carbônica II presente no citosol é convertido a H+ e HCO3−.
- SGLT2 - Na+/Glucose linked transporter 2, um cotransportador Na+ / glicose0 de alto Tm (i.e. alta capacidade de transporte) e alto Km (i.e. baixa afinidade)
- SLC1A1 - cotransportador 2 Na+ / H+ / aminoácido−
- SLC7A9 SLC3A1 - heterodímero trocador aminoácido+ ou cisteína0 (influxo) / aminoácido0 (efluxo)
- SLC6A15 - cotransportador Na+ / aminoácido0 (exceto prolina)
- SLC6A18 - cotransportador Na+ / glicina0
- SLC6A19 - cotransportador Na+ / aminoácido0 (exceto prolina) - considerado o mais importante dos transportes apicais de aminoácidos.
- SLC6A20 - cotransportador 2 Na+ / Cl− / prolina ou iminoácido
- SLC36A1 - cotransportador prolina ou alanina ou glicina ou iminoácido / H+
- SLC36A2 - cotransportador prolina ou alanina ou glicina ou iminoácido / H+
- SLC5A8 - cotransportador Na+ / monocarboxilato−
- SLC5A12 - cotransportador Na+ / monocarboxilato−
- SLC13A2 - cotransportador 3 Na+ / dicarboxilato2− ou tricarboxilato3−
- URAT1 - trocador urato− (influxo) / monocarboxilato− (efluxo)
- OAT4 - trocador urato− (influxo) / dicarboxilato2− (efluxo)
- Canais de potássio (não participam da reabsorção, inclusive secretam minimamente potássio para o lúmen)[2][3]

## Alça de Henle
- Ramo descendente delgado: alta permeabilidade a água (aquaporina 1 constitutivamente ativa). Reabsorção de água, dependente do gradiente de concentração na medula externa pelo mecanismo de multiplicação contracorrente.
- Ramo ascendente delgado: praticamente impermeável a água. Reabsorção de solutos, dependente do gradiente de concentração na medula externa pelo mecanismo de multiplicação contracorrente.
- Ramo ascendente espesso: 
  - Cotransportador Na/K/2Cl apical (limitado pelo K+ luminal), inibido por furosemida. OBS: NH4+ pode substituir K+ nesse transportador.
  - Canal de K+ apical, que recicla o K+ luminal e promove a carga eletrostática necessária para reabsorção paracelular de cátions bivalentes.
  - Reabsorção paracelular de Mg2+.
  - Reabsorção paracelular de Ca2+. O receptor sensor de cálcio CaSR basocelular regula a absorção de NaCl no segmento ascendente espesso, indiretamente regulando a excreção de cálcio.
  - Canais de cloreto basolateral
  - Na+ / K+ ATPase basolateral

- Geração do interstício medular hipertônico por meio de um processo conhecido como multiplicação contracorrente. OBS: a osmolalidade máxima do interstício medular também depende da reciclagem parcial da ureia no ducto coletor. [1]

## Túbulo Contorcido Distal
- Sódio: reabsorção de 5% do NaCl filtrado. Cotransportador sensível a tiazídico Na+ / Cl - apical. Canais de Cloreto basolateral e Na/K ATPase basolateral.
- Cálcio: reabsorção de cálcio, inversamente relacionada a reabsorção de Na. É estimulada pelo PTH. Canal de Ca apical (TRPV5). Saída por trocador Na/Ca basolateral.
- Magnésio: reabsorção dependente de TRPM6 e TRPM7.[1]

## Ducto Coletor
- Reabsorção de água: Aquaporina 2 apical (expressão dependente de Vasopressina, que atua sobre receptor basolateral V2), aquaporinas 3 e 4 basolaterais.
- Células principais:
  - ENaC apical, com expressão celular ativada por aldosterona (através de receptor mineralocorticoide basolateral), e inibido por amilorida, trimetoprima e outras medicações.
  - Canais de K apicais.
- Células intercaladas do tipo A: secreção de ácido e reabsorção de bicarbonato. Sensíveis a aldosterona (aumenta expressão de H+ ATPase apical).
- Células intercaladas do tipo B: secreção de bicarbonato e reabsorção de ácido.

A reabsorção de sódio nas células do ducto coletor medular interno é inibida por peptídeos natriuréticos (atrial, renal).

## Processamento Tubular de Potássio
Os rins filtram 810 mmoles/dia de Potássio (K+) e excretam apenas 90 mmoles/dia. Isso não significa que os rins reabsorvem 720 mmoles/dia. Significa que o resultado final do processamento tubular é a recuperação de 720 mmoles/dia, sendo que são reabsorvidos 770 mmoles e secretados 50 mmoles.
A regulação fina das concentrações de K+ é importante pois, por ser o íon mais permeável nas membranas celulares, é em grande parte responsável por seu potencial. Excesso ou déficit de K+ perturba a excitabilidade das células do organismo, sendo que as mais relevantes afetadas são os neurônios e as células musculares (como as do coração). Além disso, os níveis de potássio estão intimamente ligados com distúrbios ácido-base. A hipocalemia (causada por exemplo por doença diarreica crônica, hiperaldosteronemismo, síndromes renais específicas, uso crônico de diuréticos espoliadores de potássio) pode levar a acidose metabólica, fraqueza e parestesia, paralisia intestinal, arritmias etc. A hipercalemia (causada por exemplo por insuficiência renal severa, deficiência de aldosterona, insensitividade à aldosterona, morte celular severa, como hemólise ou lise tumoral) pode levar a paralisia muscular, vômitos e arritmias.

### Alça de Henle
A absorção  de K+ na alça de Henle se dá no segmento espesso ascendente, em que há o transportador NKCC2 (cotransportador Na+ / K+ / 2 Cl−). Parte do K+ que entra na célula por este transportador recircula por canais tipo ROMK para realimentar o transportador, e parte sai pela membrana basolateral por canais de K+ ou cotransportadores K+ / Cl−. A proporção que recircula e que é reabsorvido é de aproximadamente 50%/50%. A via paracelular também é relevante, sendo cátion-seletiva movida pela voltagem transepitelial positiva (de +8 a +15 mV). Lembrando que a região é impermeável à água, não havendo "solvent drag".
Como a furosemida inibe NKCC2 e zera a voltagem transepitelial no segmento espesso ascendente, ela acaba por inibir as vias transcelular e paracelular de reabsorção de K+ nesse segmento.

### Túbulo Convoluto Distal
Nessa porção, começa a secreção de K+.

#### TCD1
Há pouca ou nenhuma secreção de K+ nessa porção, já que a voltagem transepitelial é próxima de 0. Mesmo assim, já há a expressão apical de canais tipo ROMK e cotransportadores de K+ / Cl− (voltados para fora para da célula). Para recircular o K+ que entra pela Na+ / K+ ATPase, há canais de K+ basolaterais.
A presença dos cotransportadores de K+ / Cl− (voltados para fora para da célula) explica o motivo pelo qual baixo Cl− luminal causa aumento da secreção de potássio. Condições de aumento luminal de outro íon negativo, como sulfato, fosfato ou bicarbonato, são exemplos de situações que diminuem Cl− luminal.

#### TCD2
Ao longo de TCD2, a expressão de NCC declina e de ENaC sobe, sendo esta a primeira porção do Néfron Distal Sensitivo a Aldosterona (algo atestado pela presença de receptor de mineralocorticoide e pela enzima 11β-hidroxiesteroide desidrogenase II, que catalisa a conversão de cortisol à cortisona, muito menos ativa, permitindo que a ação do cortisol sobre o receptor de mineralocorticoide seja reduzida). Há expressão apical de canais de potássio (ROMK1 e BK) e cotransportadores de K+ / Cl− (voltados para fora para da célula), e canais de K+ basolaterais.

### Regulação da secreção de potássio
4 fatores principais aumentam a secreção de potássio:
- Aumento de Fluxo Tubular: Os canais BK, mencionados anteriormente, estão presentes em quase todos os segmentos do néfron, mas se destacam no néfron distal e no ducto coletor cortical, pois foram identificados como um dos mediadores da secreção de K+ induzida pelo aumento do fluxo tubular.[8] Funciona da seguinte maneira: o aumento do fluxo tubular muda a conformação da borda em escova, flexionando os cílios centrais das microvilosidades; já se observou que o dobramento desses cílios induz aumento da [Ca2+]intracelular de forma transitória; os canais BK são sensíveis à [Ca2+]intracelular, sendo que entram em estados mais ativos quando ela aumenta.[7] O aumento do aporte de Na+ e a lavagem luminal de K+ são outros mecanismos que induzem a secreção de potássio com o aumento de fluxo.[7]
- Aumento de Na+ luminal: o aporte de Na+ luminal aumentado leva a maior incorporação de cargas positivas pelo ENaC, de modo que há estímulo eletrogênico para K+ "vazar" pela membrana apical pelos canais de potássio ali presentes.
- Queda de Cl−: A presença dos cotransportadores de K+/Cl− (voltados para fora para da célula) explica o motivo pelo qual baixo Cl− luminal causa aumento da secreção de potássio. Condições de aumento luminal de outro íon negativo, como sulfato, fosfato ou bicarbonato, são exemplos de situações que diminuem Cl− luminal[7] (mais detalhes na seção "Ação da Acetazolamida sobre o potássio").